# Jinx (película de 1919)
Jinx es una película muda del año 1919, de comedia estadounidense, protagonizada por Mabel Normand y dirigida por Victor Schertzinger. No se sabe si la película actualmente sobrevive, lo cual sugiere que sea una película perdida.

## Trama
Según sitios como IMDb, la trama consiste en que, cuando el circo llega a la ciudad, el orfanato decide llevar a los niños allí alojados al circo. En paralelo, la chica 'Jinx' (interpretada por Mabel Normand) del circo causa tantos problemas a los artistas que, para escapar al castigo, decide mezclarse con los huérfanos

## Reparto
- Mabel Normand como la Jinx;
- Florence Carpenter como Rory Bory Alice;
- Ogden Crane como Bull Hogarth;
- Cullen Landis como Slicker Evans;
- Clarence Arper como el Sheriff Jepson;
- Gertrude Claire como la Tía Tina Carbery;
- Edouard Trebaol como huérfano.